# Lorenzo Piccolomini
Lorenzo Piccolomini (česky též Vavřinec, kníže Piccolomini, 24. listopadu 1656 – 22. září 1714, Ratibořice ve východních Čechách) byl česko-italský šlechtic, vévoda z Amalfi, říšský kníže a majitel východočeského panství Náchod. Byl také převorem Řádu sv. Štěpána v Pise. Pocházel z italského rodu Piccolomini-Pieri.

## Život

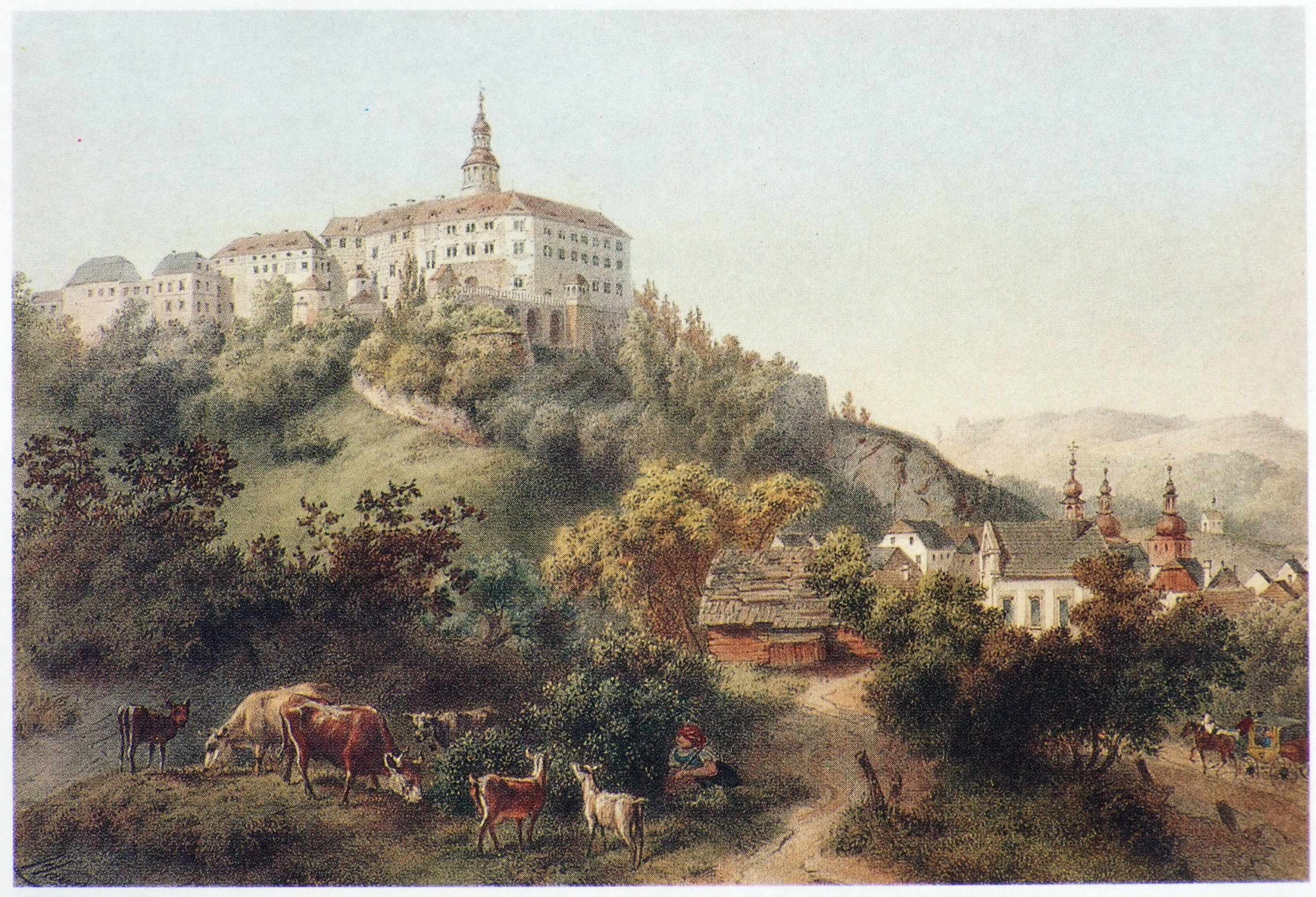
Náchodský zámek

Jeho rodiči byli Francesco Piccolomini-Pieri z Amalfi a Emiliana Strozziová.
Lorenzo zdědil majetek v roce 1673 po smrti svého staršího bratra, vévody Eneáše Sylvia Piccolominiho, který zemřel svobodný a bez potomků. Vzhledem k tomu, že v té době Lorenzo ještě nebyl plnoletý, byl jeho poručníkem italský šlechtic Pietro Antonio Machio de Quadiani. Ani po dosažení plnoletosti v roce 1679 se však Lorenzo nemohl ujmout vlády, neboť správkyně panství Marie Benigna Saská, vdova po generálovi Octavio Piccolominim, nebyla ochotna zříci se regentství a Náchod opustila teprve po dlouhých sporech v roce 1685.
Vévoda Lorenzo se zdržoval hlavně na svém panství Náchod, kde podporoval řemesla a cechy. V roce 1689 potvrdil městu většinu předchozích privilegií, mj. právo vařit a podávat pivo. Nechal kompletně zrekonstruovat hrad Rýzmburg, který byl zničen za třicetileté války. Na místě staršího zámku nechal v roce 1708 postavil nový zámek Ratibořice v italském barokním stylu.

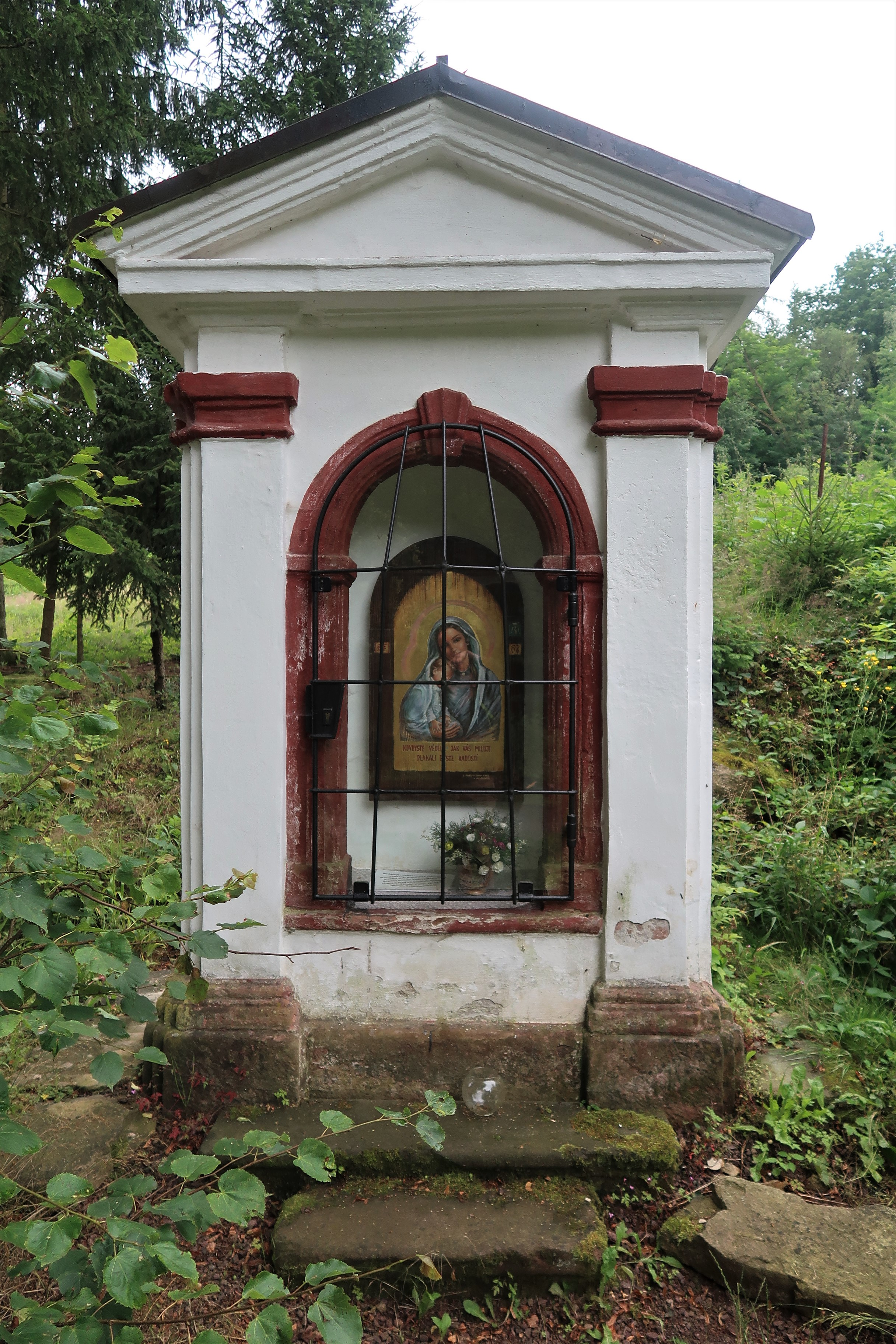
Piccolominská kaplička u Boušína

4. července 1694 při pouti do Boušína jel jeho kočár od Červené Hory přes dřevěný most, který se pod zátěží rozlomil uprostřed a vévoda a jeho společník s celým povozem spadl do Úpy. Při incidentu nebyl nikdo zraněn, proto nechal vévoda z vděčnosti postavit kapli (Piccolominská kaplička), vyzdobenou malbami zobrazujícími tuto událost.
8. září 1688 se v Praze oženil s Annou Viktorií Ludmilou Libštejnskou z Kolovrat (1667–1738). Z manželství se narodilo 7 dětí:
1. Jan Václav Piccolomini z Aragony (Giovanni Venceslao Piccolomini d'Aragona, 1693–1742)
2. Marie Emílie Piccolominiová z Aragony (Maria Emilia Piccolomini d'Aragona, 1694–1771), po smrti svého bratra Jana Václava v roce 1742 získala Řešetovu Lhotu (Studnice). Zemřela v Praze neprovdaná
3. Marie Markéta Piccolominiová z Aragony (Maria Margherita Piccolomini d'Aragona, 1696-1725),[4] byla vdaná za hraběte z Frankenbergu a Ludwigsdorfu († před rokem 1742)
4. Antonín Piccolomini Aragonský ze Sieny (Antonio Piccolomini d'Aragona di Siena, 1698–1708), zemřel v dětství
5. Oktavián II. Eneáš Josef Piccolomini z Amalfi (Ottavio Aenea Giuseppe Piccolomini di Amalfi, 1698–1757)
6. Jan Norbert Václav Piccolomini z Aragony (Jan Norberto Venzeslao Piccolomini d'Aragona, 1700–1746), rytíř Maltézského řádu, císařský komorník a odhadce u českého odvolacího soudu v Praze
7. Ludmila Maxmiliana Piccolominiová z Aragony (Ludmila Maximiliane Piccolomini d'Aragona, 1703–1768), po smrti svého bratra Václava v roce 1742 zdědila Studnici. 30. června 1732 se provdala za hraběte Albrechta Maximiliána z Desfours (1708–1748). Jejich syn
  1. Josef Vojtěch, hrabě z Desfours (Joseph Adalbert von Desfours, † 1791)